# 自我實現
自我實現（英語：self-actualization）是指个体的各种才能和潜能在适宜的社会环境中得以充分发挥，实现个人理想和抱负的过程，亦指个体身心潜能得到充分发挥的境界。人本主義的心理學大師馬斯洛在1940年代提出需求層次理論，將研究焦點放在心理健康的個體上，特別是那些所謂自我實現的人身上，嘗試歸納出那些對生命感到滿意、能發揮潛能又具有創造力的人的共通點。馬斯洛發現，這些人之所以較不易受到焦慮與恐懼影響，是因為他們對自己及他人都能抱著喜歡及接納的態度。他們雖然也有缺點，但因為能夠接受自己的缺點，所以他們較一般人更真誠、不會刻意防衛，也對自己更滿意。
人本主義的心理學家及教育家相信每個人天生均具有自我實現的傾向，根據馬斯洛的需求層級理論，當一個人較低層次的需求（如安全感）獲得基本滿足之後，他便會轉而嘗試滿足更高層次的需求（如自我實現），對生命的滿意度也隨之提高。但是當這樣的傾向受到阻礙時，特別是孩童時期遭受父母冷酷或拒絕的態度，便會影響到這個人自我概念的健康發展和他對現實世界的覺察，開始有自我防衛的意識，甚至從真實的感受中抽離出來時，更難成為自我實現的人。

## 自我實現的人格特徵
1. 了解並認識現實，持有較為實際的人生觀。
2. 悅納自己、別人以及周圍的世界。
3. 在情緒與思想表達上較自然。
4. 有較廣闊的視野，就事論事，較少考慮個人利益。
5. 能享受自己的私人生活。
6. 有獨立自主的性格。
7. 對平凡事物不覺厭煩，對日常生活永感新鮮。
8. 在生命中曾有過引起心靈震動的高峰經驗。
9. 愛人類並認同自己為全人類之一員。
10. 有至深的知交，有親密的家人。
11. 只相信現實和自己，而不是相信三人成虎的成見和這社會的偏見。
12. 具民主風範，尊重別人的意見（但並不代表接受別人的意見）。
13. 有倫理觀念，能區別手段與目的。絕不為達到目的而不擇手段。
14. 帶有哲理氣質，有幽默感。
15. 有創見，不墨守成規。
16. 對世俗不輕易苟同。
17. 對生活環境有時時改進的意願與能力。

## 自我實現之道
對於希望自己的人生能臻於自我實現的人，馬斯洛有以下建議：
1. 把自己的感情出口放寬，莫使心胸像個瓶頸。
2. 在任何情況下，都嘗試從積極樂觀的角度看問題，從長遠的利害做決定。
3. 對生活環境中的一切，多分析、思辨和欣賞、少抱怨；有不如意之處，設法改善；坐而空談，不如起而實行。
4. 設定積極而有可行性的生活目標，然後全力以赴求其實現；但不能期望未來的結果一定不會失敗。
5. 對是非之爭辯，只要自己認清真理正義之所在，縱使違反眾議，也應挺身而出，站在正義的一邊，堅持到底。
6. 莫使自己的生活僵化，為自己在思想與行動上留一點彈性空間，偶爾放鬆一下身心，將有助於自己潛力的發揮。
7. 與人坦率相處，讓別人看見你的優點和缺點，也讓別人分享你的快樂與痛苦。